# Pico
Pico（PIne COmposer）是Unix操作系统中最常见的三种文字处理软件之一，具有文字编辑、搜索、拼写检查、文件浏览和段对齐功能，适合高效地编辑短小的文件。
Pico是由华盛顿大学开发的免费软件，随着pine电子邮件处理软件发布。它是在Emacs的基础上以pine的邮件编辑为目标而开发的，所以其指令集是Emacs的子集，但是由于在界面上有提示快捷键，相对于vi和Emacs来说更加容易使用。
由于Pico虽然是免费软件，但是它并不是开源软件，所以很多Linux版本并不包含Pico。这些版本通常提供一个界面类似的开源软件nano。